# Terry Ellis
Terry Lynn Ellis (nacida el 5 de septiembre de 1963) es un cantautora y actriz estadounidense. Ellis es más conocida como miembro fundadora del grupo vocal de R&B/pop En Vogue, que se formó en 1989.

## Biografía

### Primeros años y educación
Nacida como Terry Lynn Ellis en Houston, Texas, Ellis es hija de Lennie James Ellis y de la difunta Evelyn Marie Patton. Ellis se graduó en el Worthing High School en 1982.[cita requerida] Después del instituto, Ellis asistió a la Universidad de Prairie View A&M, donde se licenció en Marketing en 1990. Durante sus años en la Universidad de Prairie View A&M, Ellis perfeccionó sus habilidades vocales bajo la tutela de la Dra. Ruby Hebert y del profesor George Edwards, director de la Marching Storm Band, donde fue vocalista principal. Además, bajo los auspicios de la Oficina de Actividades Estudiantiles y la orientación de su director, Frederick V. Roberts, Ellis participó en varios concursos de talentos, actuó en programas especiales, incluidos los concursos de Miss y Mr. Prairie View A&M University, y también cantó como telonera en muchos conciertos importantes del campus.[cita requerida]

### Carrera
En 1988, Ellis actuó en una conferencia/concierto con el cantante Kashif, que resultó ser una audición a la vista para una propuesta de grupo de canto que iban a crear Kashif y sus amigos. Más tarde, Ellis hizo una audición para cantar en un próximo grupo femenino. Inicialmente, los productores Denzil Foster y Thomas McElroy ya habían elegido a las cantantes Dawn Robinson, Maxine Jones y Cindy Herron para formar parte de un grupo de chicas de tres componentes, pero añadieron a Ellis después de oírla cantar. Tras la incorporación de Ellis a la formación, el grupo se convirtió en un cuarteto y eligió originalmente el nombre de "For You", que más tarde se cambió por el de En Vogue. Ellis cantó la voz principal en la introducción del primer sencillo del grupo, "Hold On", que alcanzó el número 2 en la lista Billboard Hot 100, y vendió más de un millón de copias, obteniendo el certificado de platino de la RIAA. Más tarde, ese mismo año, el grupo lanzó su álbum debut Born to Sing, que obtuvo el certificado de platino. Ellis también cantó la voz principal en los singles "Lies" y "Don't Go", que ocuparon los cinco primeros puestos de la lista Hot R&B/Hip-Hop Songs de Billboard.
En Vogue lanzó su segundo álbum de estudio Funky Divas en 1992, que vendió más de 3,5 millones de copias en Estados Unidos. Ellis comparte la voz principal en uno de los singles más vendidos del álbum, "Free Your Mind", que ganó dos premios MTV Video Music Awards, al "Best R&B Video" y "Best Dance Video". En Vogue lanzó un EP en otoño de 1993, titulado Runaway Love.[cita requerida] En noviembre de 1995, Ellis dejó En Vogue y lanzó su primer álbum en solitario, Southern Gal. El álbum dio lugar a los sencillos "Where Ever You Are" y "What Did I Do To You?". A un año de su lanzamiento, el álbum había vendido más de 142.000 copias. El álbum se consideró un fracaso comercial, ya que las ventas no alcanzaron el nivel de éxito de En Vogue. También lanzó su propia fragancia titulada "Southern Exposure".
En 1996, En Vogue grabó "Don't Let Go (Love)" con Ellis cantando la última estrofa de una versión extendida de la canción. En la versión del álbum, Ellis sólo canta los coros en "Don't Let Go (Love)". La canción apareció en la banda sonora de la película Set It Off. Publicada en otoño, se convirtió en el mayor éxito del grupo hasta la fecha, alcanzando el número uno en todo el mundo. Además, vendió más de 1,8 millones de copias en todo el mundo y obtuvo el certificado de platino de la RIAA. En respuesta al gran éxito comercial de "Don't Let Go (Love)", el grupo se puso a trabajar con firmeza en su tercer álbum. Cuando el álbum estaba a punto de completarse, Robinson dejó el grupo en abril de 1997 después de que las difíciles negociaciones contractuales llegaran a un punto muerto. El resultado final fue que En Vogue volvió a grabar su tercer álbum con Ellis como voz principal en más canciones. En junio de 1997, el grupo lanzó su tercer álbum de estudio EV3, que alcanzó el disco de platino.
En 1999, Ellis realizó una gira como cantante de apoyo de Toni Braxton. También aparece como una de las amigas de Chanté Moore en el vídeo musical "Chanté's Got a Man" en 1999. En 2000, también lanzó una canción llamada "Call on Me" en la banda sonora del drama romántico de HBO Disappearing Acts. En 2005, Ellis apareció en el vídeo musical de Stevie Wonder "So What The Fuss" con sus miembros originales de En Vogue, Dawn Robinson, Maxine Jones y Cindy Herron. A lo largo de los años, Ellis siguió grabando en los álbumes del grupo: Masterpiece Theatre (2000), The Gift of Christmas (2002) y Soul Flower (2004). En 2012, Ellis y su compañera de En Vogue, Cindy Herron, demandaron a la ahora extinta miembro Maxine Jones exigiendo un millón de dólares por el uso no autorizado del nombre, aunque finalmente se determinó que la petición de daños y perjuicios no tenía fundamento, ya que Ellis y Herron no pudieron demostrar el daño causado a la compañía por el uso del nombre por parte de Jones (aunque Robinson fue nombrada en la demanda, no estaba directamente involucrada en la disputa, ya que había renunciado a sus derechos de uso del nombre cuando se apartó de la LLC años antes). Sin embargo, el juez decidió conceder los derechos completos del nombre "En Vogue" a Herron y Ellis.
En julio de 2014, Ellis firmó con Pyramid Records junto a los miembros de En Vogue Cindy Herron y Rhona Bennett. En noviembre de 2014, lanzaron An En Vogue Christmas. En febrero de 2015, Rufftown Entertainment presentó una demanda contra En Vogue, que nombra a Herron y Ellis por incumplimiento de contrato. El propietario de Rufftown, Rene Moore, pidió 310 millones de dólares al grupo.

### Voz/rango
Ellis es una mezzo-soprano y tiene un rango vocal de tres octavas que se mostró en la canción de En Vogue, "Don't Go". Sus compañeros de banda consideraban que Terry era el miembro con el tipo de voz de balada. Con En Vogue, a menudo compartía las pistas, o lideraba las canciones del grupo que eran funky y soul. En las armonías del grupo, Terry suele cantar el arreglo de contralto, que está por encima de Maxine Jones, pero por debajo de Dawn Robinson, o Cindy Herron.

## Vida personal
El primo de Ellis era Thomas Howard, que jugaba de linebacker en los Cincinnati Bengals de la NFL.[cita requerida] Durante la década de 1990, Ellis salió con el productor musical Denzil Foster. Ellis es muy amiga de la actriz y modelo Holly Robinson Peete, a quien conoció en el plató de la comedia de situación Hangin'' with Mr. Cooper mientras grababan la canción principal del programa, ambas comparten un sorprendente parecido físico.

## Discografía
Álbumes de estudio
- Southern Gal (1995)

## Filmografía
| Año  | Título         | Papel                           | Notas |
| ---- | -------------- | ------------------------------- | ----- |
| 1995 | Batman Forever | La chica de la esquina número 2 |       |